# Fatty and the Broadway Stars
Fatty and the Broadway Stars è un cortometraggio muto statunitense del 1915 diretto e interpretato da Fatty Arbuckle.